# Доллі Медісон
Доллі Пейн Тодд Медісон (англ. Dolley Payne Todd Madison, 20 травня 1768 — 12 липня 1849) — дружина 4-го президента США Джеймса Медісона, перша леді США з 1809 до 1817 року.

## Життєпис
Народилась 1768 року в Нью-Ґарден, нині Ґілфорд кантрі, Північна Кароліна, в сім'ї фермера-квакера. Підліткові роки провела в Філадельфії. В січні 1790 року вона вийшла заміж за юриста Джона Тодда, у сімейної пари було двоє дітей — Джон Пейн (1792—1852) і Вільям Тмпл (народився і помер 1793 року). Восени 1793 року її чоловік та молодший син померли від жовтої гарячки під час епідемії, що накрила Філадельфію у 1793 році.
Другим чоловіком Доллі став Джеймс Медісон, з яким вона одружилась 17 вересня 1794 року. Дітей у них не було, однак вони разом виховували Джона — сина від першого шлюбу Доллі. 1801 року пара переїхала до Вашингтону. Як дружина держсекретаря (таку посаду займав її чоловік з 1801 по 1809 роки), Доллі Медісон виконувала роль хазяйки Білого дому під час президентства Томаса Джефферсона, який був вдівцем.
Як і її батько, Доллі була квакером (квакери не сприймають жодних релігійних обрядів), це не заважало їй терпляче ставитись до американських католиків і навіть допомагати елітній школі для дівчаток у Джорджтауні штату Делавер, якою керували католицькі монахині.
Під час війни 1812 року перед захопленням Вашингтону британською армією Доллі Медісон врятувала срібло та інші дорогоцінності Білого дому, відправивши їх на зберігання у банк Меріленда. Серед врятованих нею речей були, також портрет Джорджа Вашингтона, цінні папери і оригінал Декларації незалежності.
Померла 12 липня 1849 року.